# Microdrosophila maculata
Microdrosophila maculata är en tvåvingeart som beskrevs av Toyohi Okada 1960. Microdrosophila maculata ingår i släktet Microdrosophila och familjen daggflugor. Inga underarter finns listade i Catalogue of Life.